# Lexmark
Lexmark International, Inc. foi uma empresa norte-americana, com sede em Lexington, KY, fabrica equipamentos e suprimentos para impressão (impressoras e multifuncionais laser) além de desenvolver soluções que removem ineficiências no fluxo de informações, conectando as pessoas às informações de que precisam.
A Lexmark desenvolve, em todos os paises em que atua, um programa de reciclagem de cartuchos vazios chamado Planeta Lexmark. Os cartuchos são recolhidos porta-a-porta, desmontados, e em seguida, cada material (plastico, espuma, metais) e reciclado.

## História
A Lexmark foi formada em 1991 quando a IBM decidiu separar sua divisão de impressoras pessoais e empresariais.
Em 1995 torna-se uma empresa de capital aberto.
Em 2007 a empresa decidiu encerrar as atividades para impressoras jato de tinta e em 2012 anunciou o fim da produção destes equipamentos, como parte de um esforço para sua reestruturação financeira.
Em abril 2015 foi realizada uma grande operação de rebranding, com objetivo de ampliar a imagem da Lexmark aos olhos do mercado, passando de um fornecedor líder de produtos e serviços relacionados à impressão para uma marca global, líder no fornecimento de soluções tecnológicas que abrangem software, hardware e serviços empresariais.
Em 2016, tornou-se uma empresa de capital fechado sendo adquirida por um consórcio formado por fundos de investimento. Em 2024, foi vendida pela Xerox.

## Aquisições
A Lexmark também adquiriu e integrou estrategicamente várias empresas de software desde 2010, expandindo ainda mais o portfólio de ofertas com soluções de software inovadoras. Dentre as aquisições, destacam-se:
- Perceptive Software, em maio de 2010, por aproximadamente US$ 280 milhões;[7][8]
- Saperion AG, em agosto de 2013, por aproximadamente US$ 72 milhões;[9]
- ReadSoft, em setembro de 2014, por aproximadamente US$ 251 milhões;[10]
- Claron Technology, em janeiro de 2015, por aproximadamente US$37 milhões;[11][12]
- Kofax, em março de 2015, por aproximadamente US$1 bilhão;[13]

## Reconhecimento do mercado
A Lexmark é hoje reconhecida como líder global por muitas das principais empresas de análise de mercado da indústria de tecnologia, tais como; IDC Marketscape, Gartner, Quocirca, Forrester Wave, Healthcare Informatics. Foi nomeada no ECM Show como "líder no mercado de outsourcing de impressão corporativa".
Em recente pesquisa realizada pela Fundação Instituto de Administração (FIA) e publicada pela Revista Você S/A, foi eleita uma das 150 melhores empresas para se trabalhar em 2015.